# Глоксхубер, Маргот
Маргот Глоксхубер (нем. Margot Glockshuber; род. 26 июня 1949 года, Франкфурт-на-Майне, ФРГ) — фигуристка из ФРГ, выступавшая в парном разряде. В паре с Вольфгангом Данне она — бронзовый призёр зимних Олимпийских игр в Гренобле, серебряный призёр чемпионата мира и  призёр чемпионатов Европы.

## Результаты выступлений
| Соревнования        | 1965 | 1966 | 1967 | 1968 |
| ------------------- | ---- | ---- | ---- | ---- |
| Олимпийские игры    |      |      |      | 3    |
| Чемпионаты мира     | 11   | 4    | 2    | WD   |
| Чемпионаты Европы   | 7    | 3    | 2    | 4    |
| Чемпионаты Германии | 2    | 3    | 1    | 1    |